# Suzuki MR Wagon
Der Suzuki MR Wagon ist ein Kei-Car des japanischen Automobilherstellers Suzuki. Er wurde 2001 vorgestellt und wird ausschließlich in Japan angeboten. Ebenfalls nur in Japan wurde der Nissan Moco angeboten, der mit dem MR Wagon baugleich ist. In Indien wurde er stärker motorisiert von Maruti Suzuki als Maruti Zen Estilo vertrieben. Die zweite Generation des MR Wagon wurde von 2009 bis 2014 in Indien als Maruti Estilo angeboten.

## 1. Generation (2001–2007)

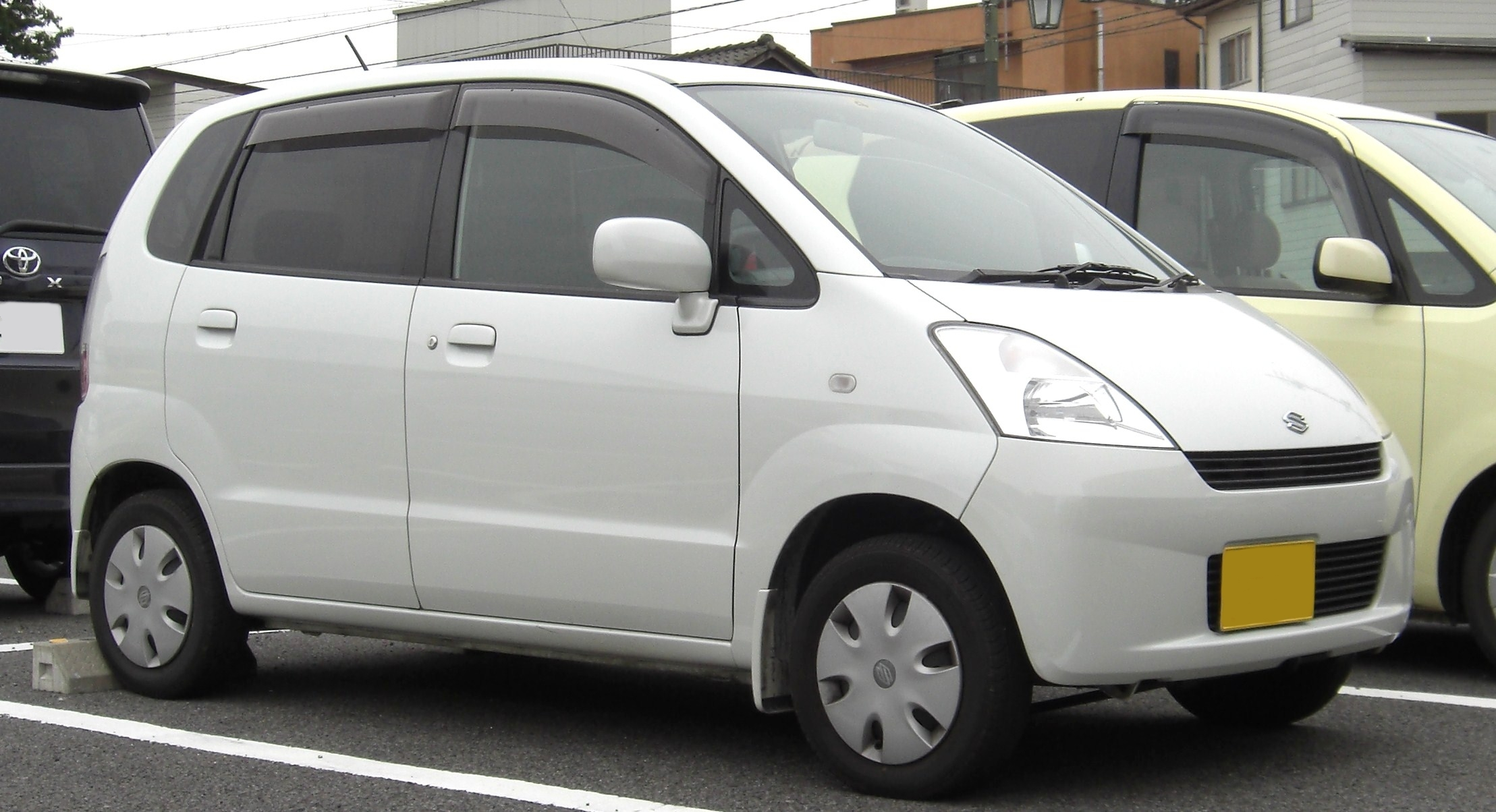
Suzuki MR Wagon von 2001 (vor dem Facelift)

Am 4. Dezember 2001 kam die erste Generation des MR Wagon auf den Markt. Er wurde von einem 40 kW (54 PS) starken 3-Zylinder oder einem 44 kW (60 PS) starken 3-Zylinder. Letzterer war turboaufgeladen. Beide Motoren konnten entweder mit Front- oder Allradantrieb geordert werden. 2005 wurde eine Hydrogen-Version, die in Kooperation mit General Motors entstand, vorgestellt.
Der Nissan Moco wurde als Konzept 2001 auf der 35. Tokyo Motor Show vorgestellt und kam am 10. April 2002 auf den Markt. Er besaß dieselben Motoren wie der Suzuki. Der größte Unterschied zwischen Moco und MR Wagon war, dass der Kühlergrill des Nissan zweigeteilt war. Er sah so aus wie der des Nissan Primera P12.
Die erste Generation kam 2006 als Maruti Zen Estilo auf den indischen Markt. Allerdings wurde der Zen Estilo von einem 1.1-Liter-Motor angetrieben, der in Japan auch im Suzuki Wagon R verbaut war. In Indien wird die erste Generation des MR Wagon/Zen Estilo verkauft, allerdings wurde er 2009 in Maruti Suzuki Estilo umbenannt. 2009 wurde auch das Design des Estilo leicht verändert, sodass er nicht mehr genauso aussah wie die Japan-Version.

### Modellübersicht

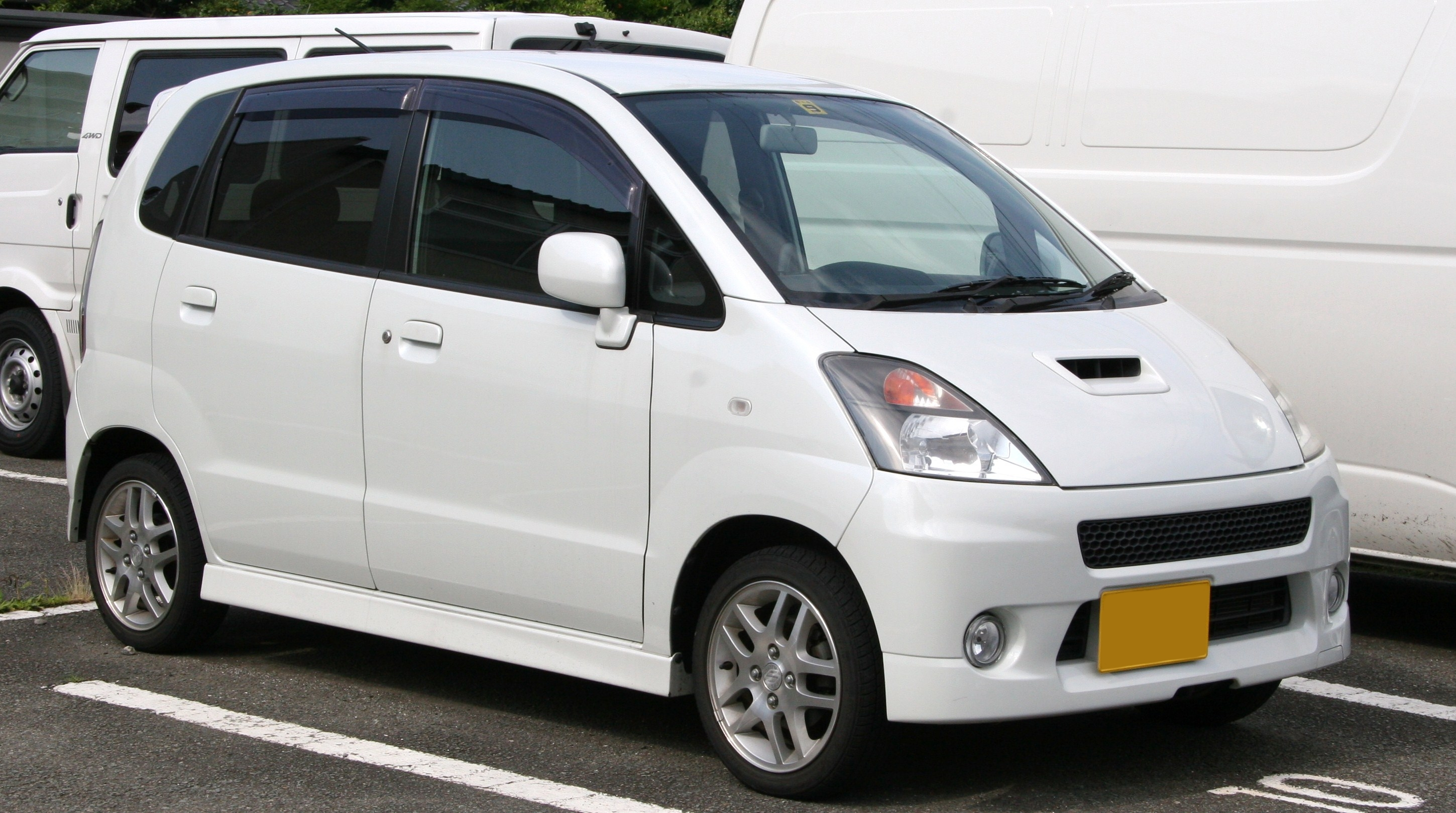
MR Wagon Sport von 2004
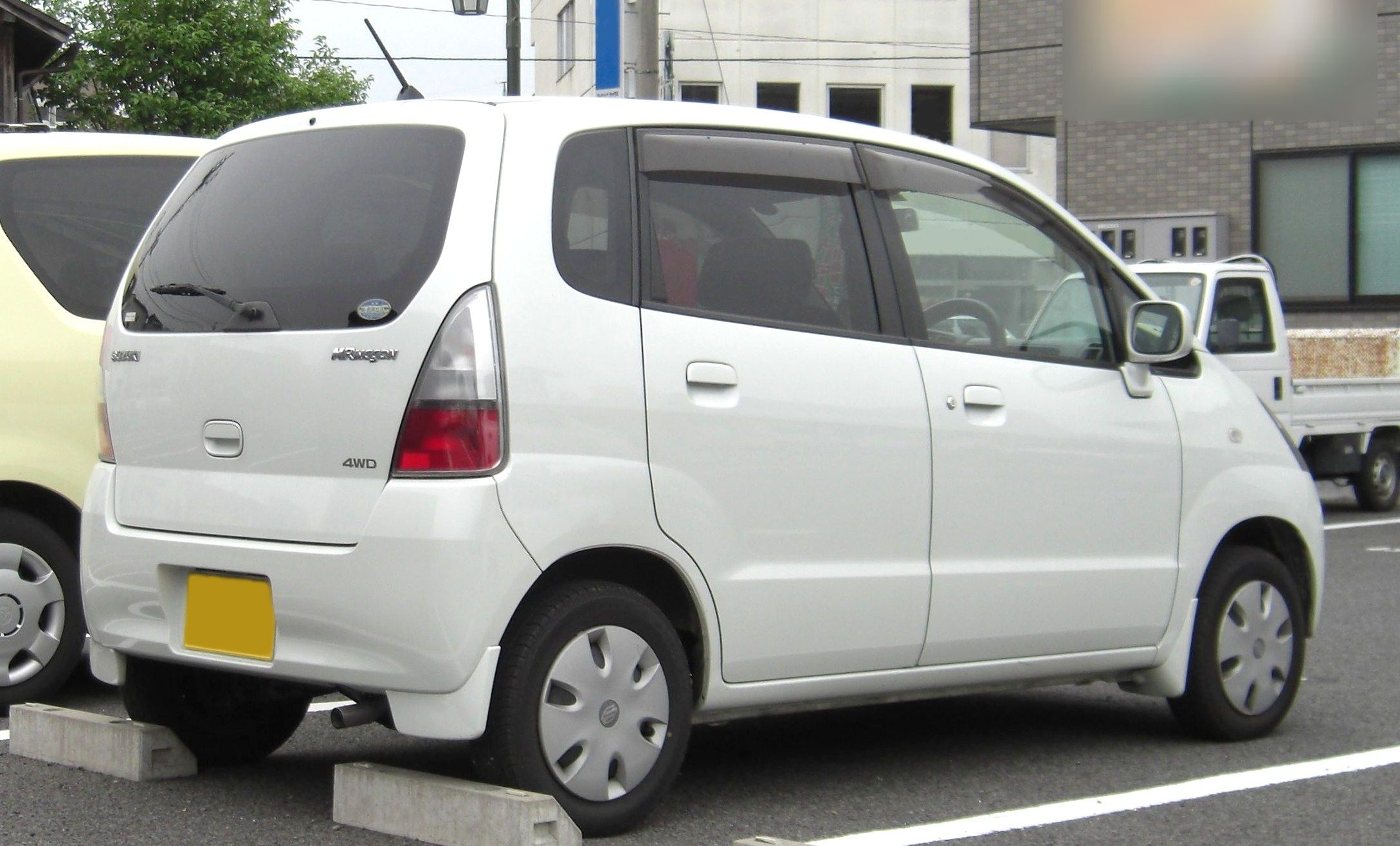
Heck eines MR Wagon von 2001
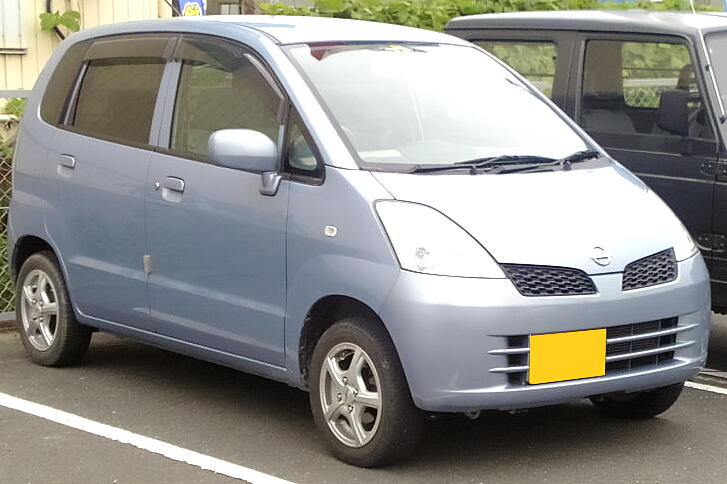
Nissan Moco von 2002
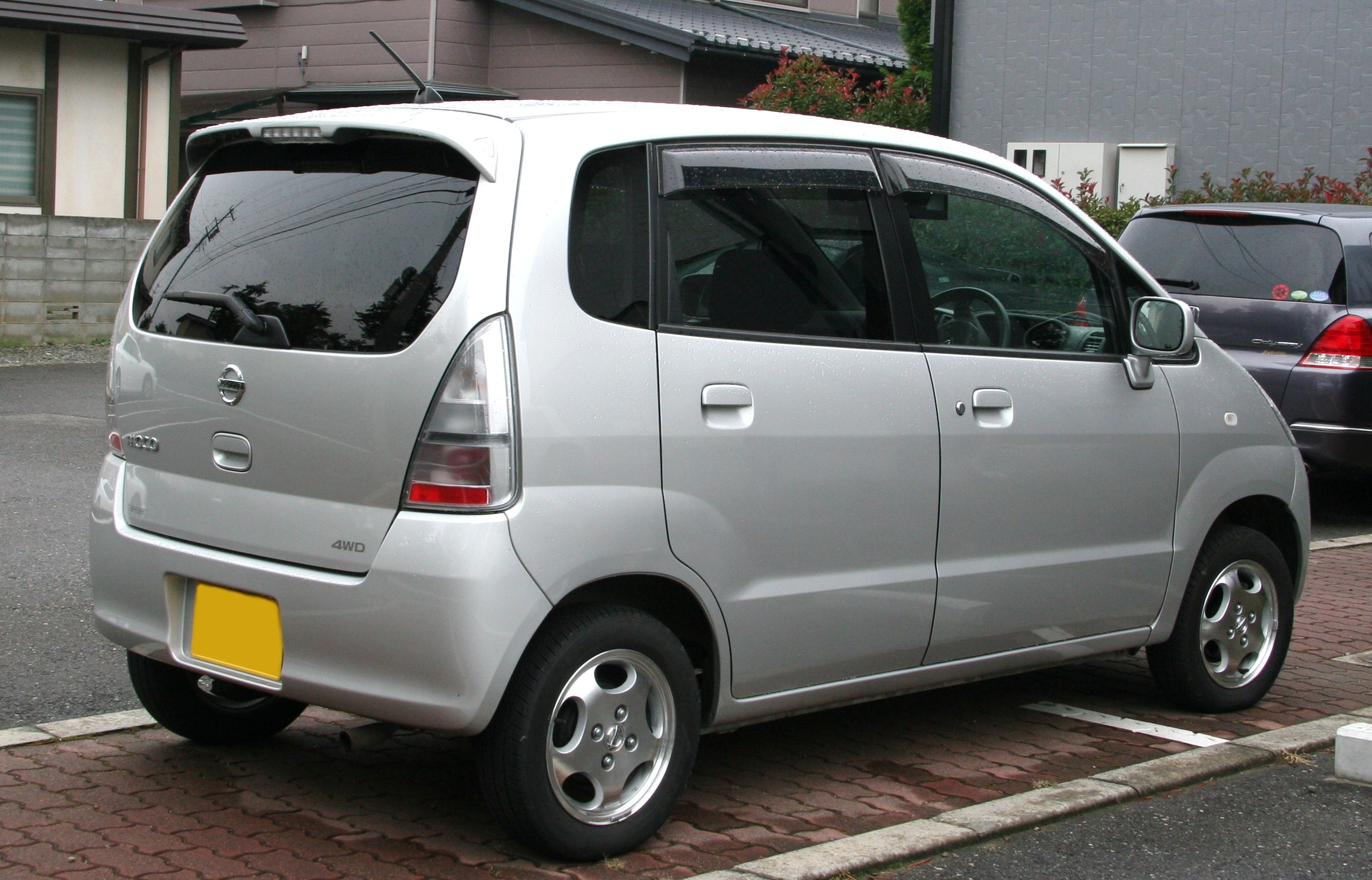
Heck eines Nissan Moco Q von 2004
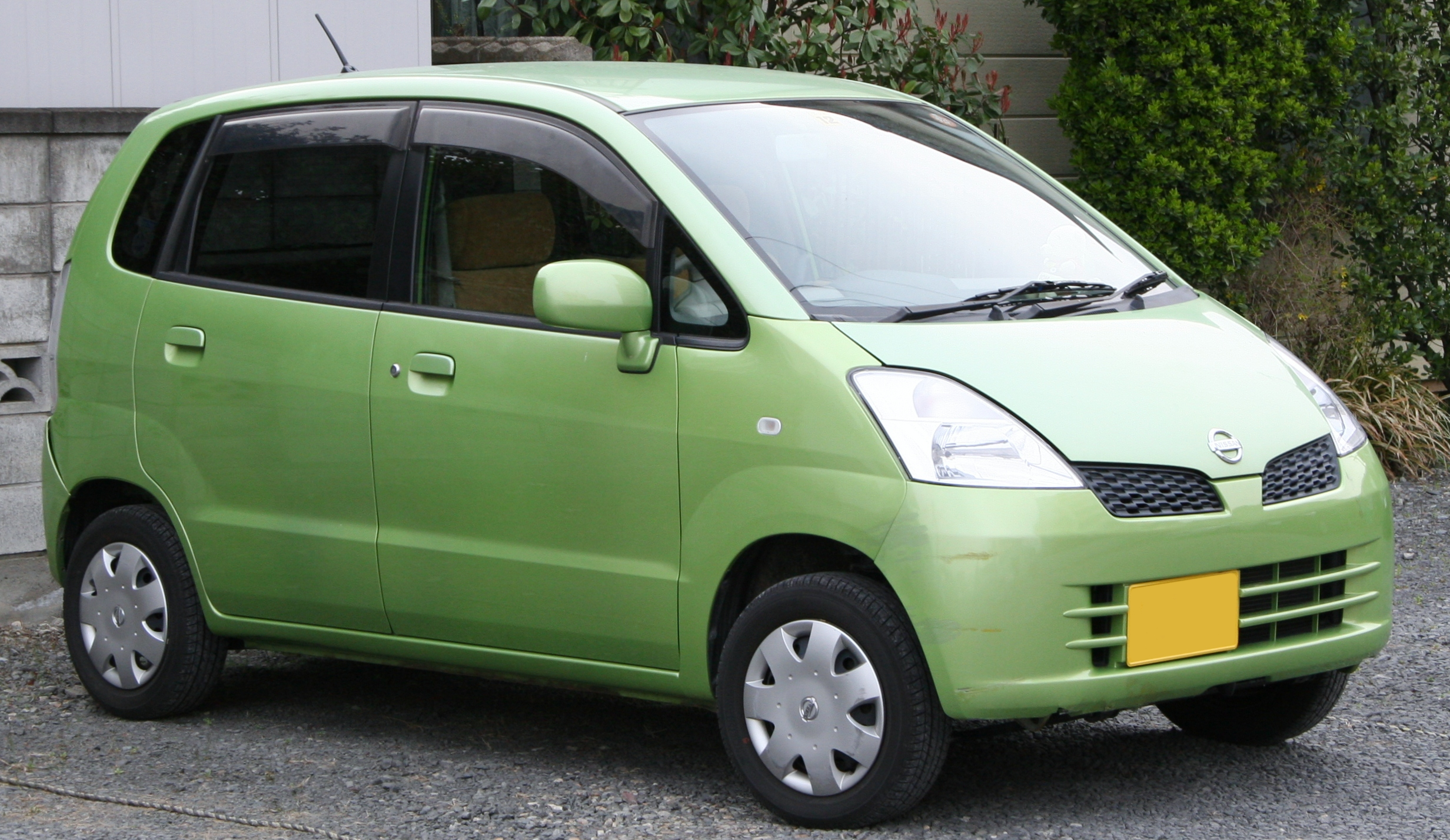
Nissan Moco von 2003
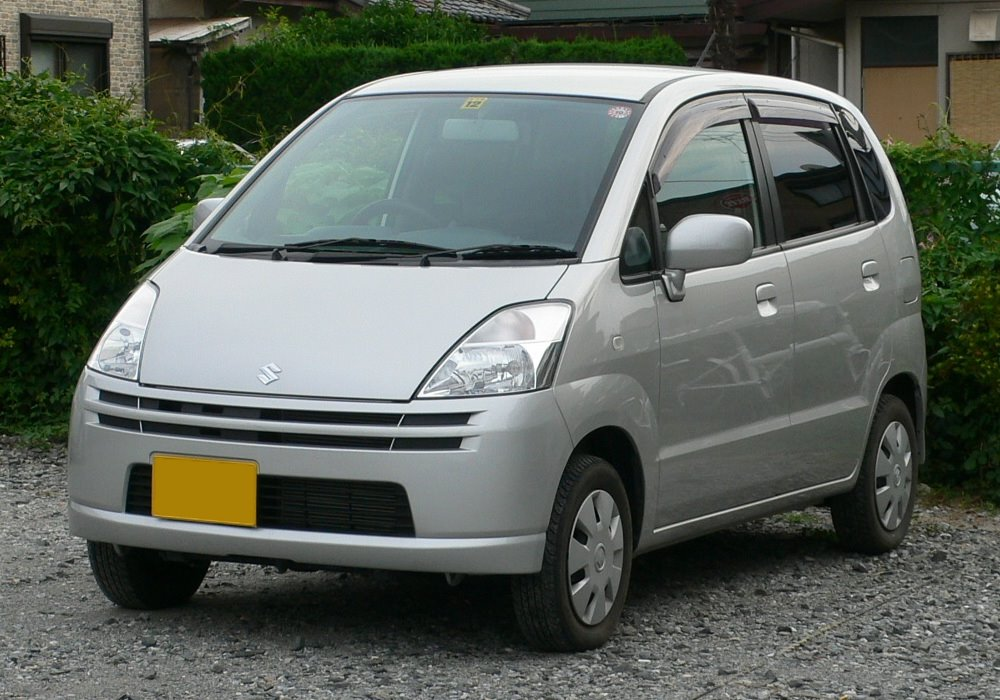
MR Wagon von 2004 (nach dem Facelift)
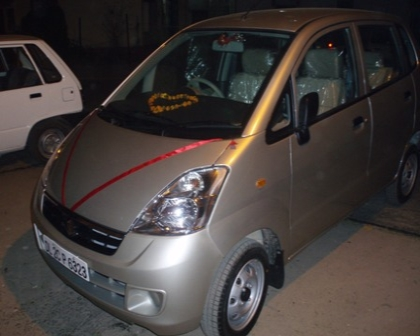
Maruti Zen Estilo

## 2. Generation (2006–2011)
Die zweite Generation des MR Wagon wurde auf der 39. Tokyo Motor Show 2005 als Konzept namens Mom’s Personal Wagon vorgestellt. Dieser besondere Name kam daher, dass das Concept Car perfekt für Mütter zugeschnitten wurde, die ihre Kinder chauffieren müssen. Einer der vielen Clous waren eine seitliche Schiebetür. Aber keine dieser Raffinessen ging in die Serienproduktion, die am 20. Januar 2006 begann. Der Moco ging erst am 1. Februar 2006 in Serie, weil er das schlüssellose Startsystem (Keyless Go) besaß. Alle anderen Ausstattungsdetails und Motoren (40 kW (54 PS), 658 cm³, R3-Zyl.; 47 kW (64 PS), 658 cm³, R3-Zyl.) waren identisch. Vom Design sind wieder Moco und MR Wagon identisch, bis auf den zweigeteilten Grill des Nissan.

### Modellübersicht

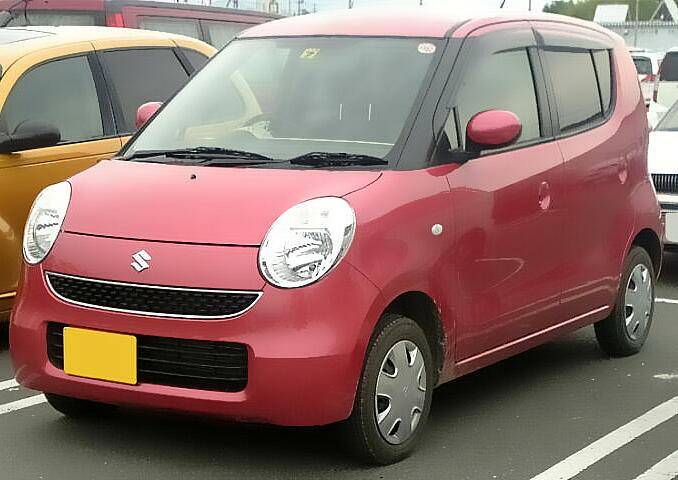
Suzuki MR Wagon von 2006
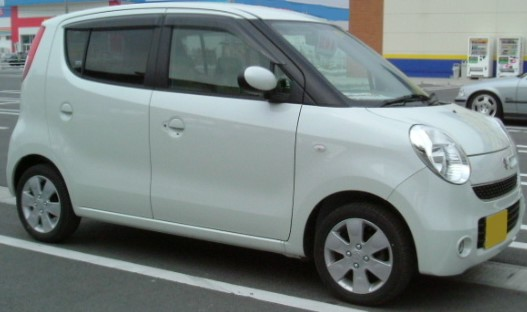
Suzuki MR Wagon von 2008
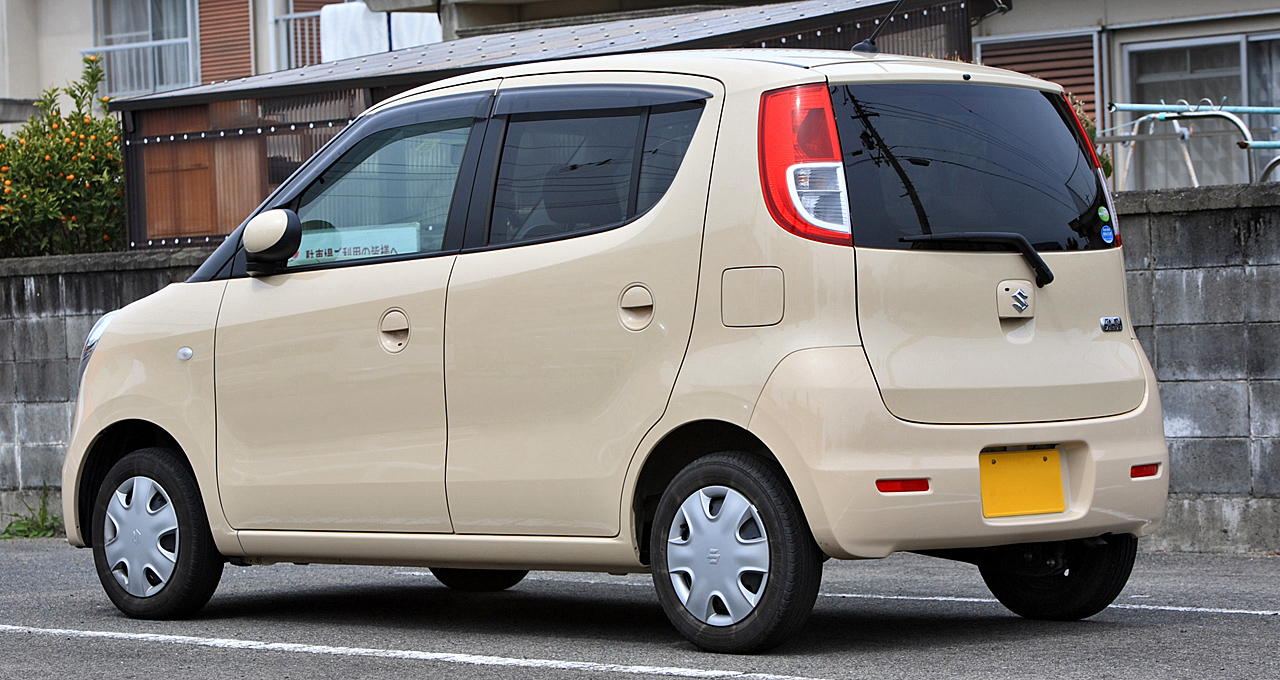
Heck eines MR Wagon von 2008
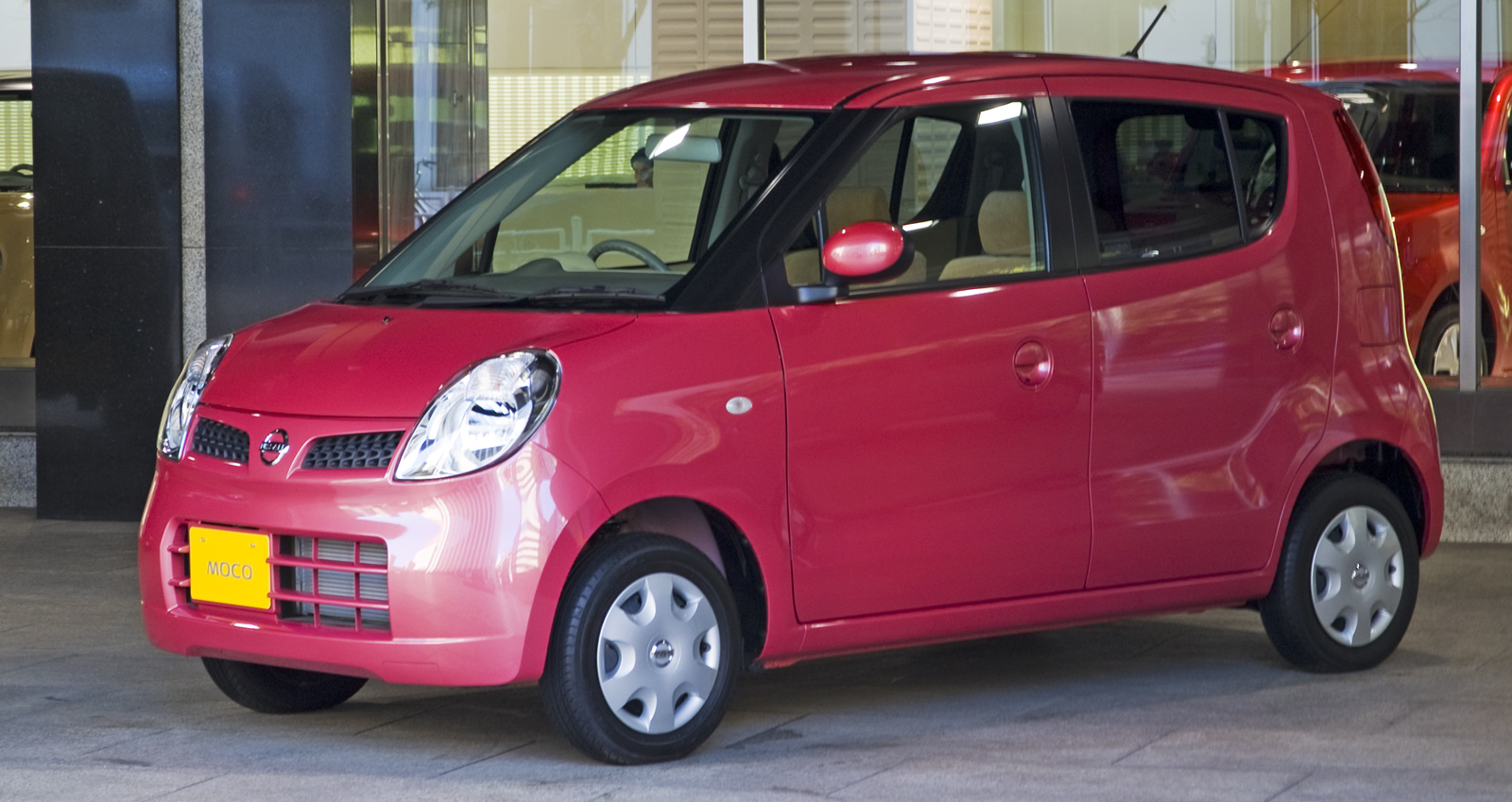
Nissan Moco von 2006
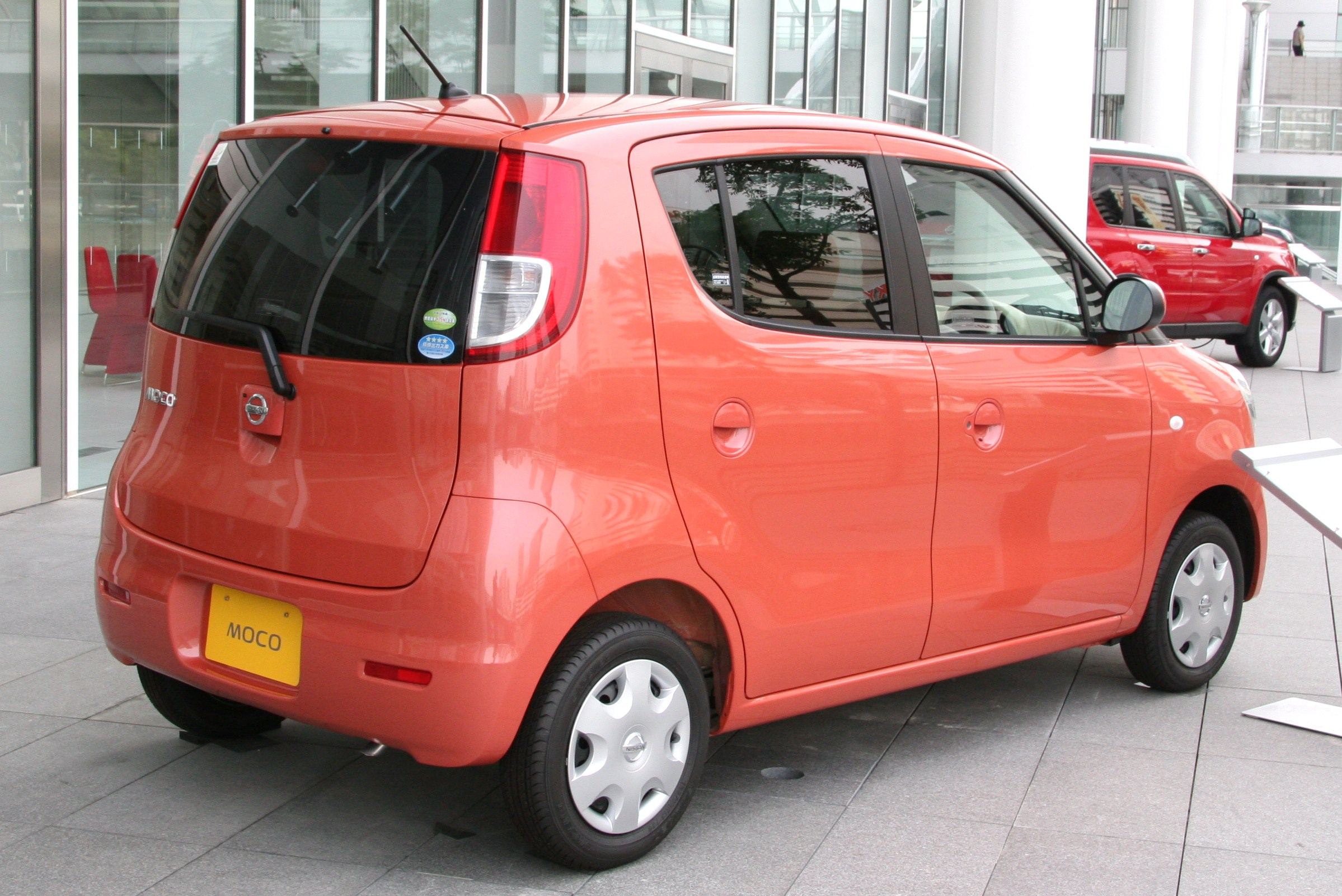
Heck eines Moco von 2009
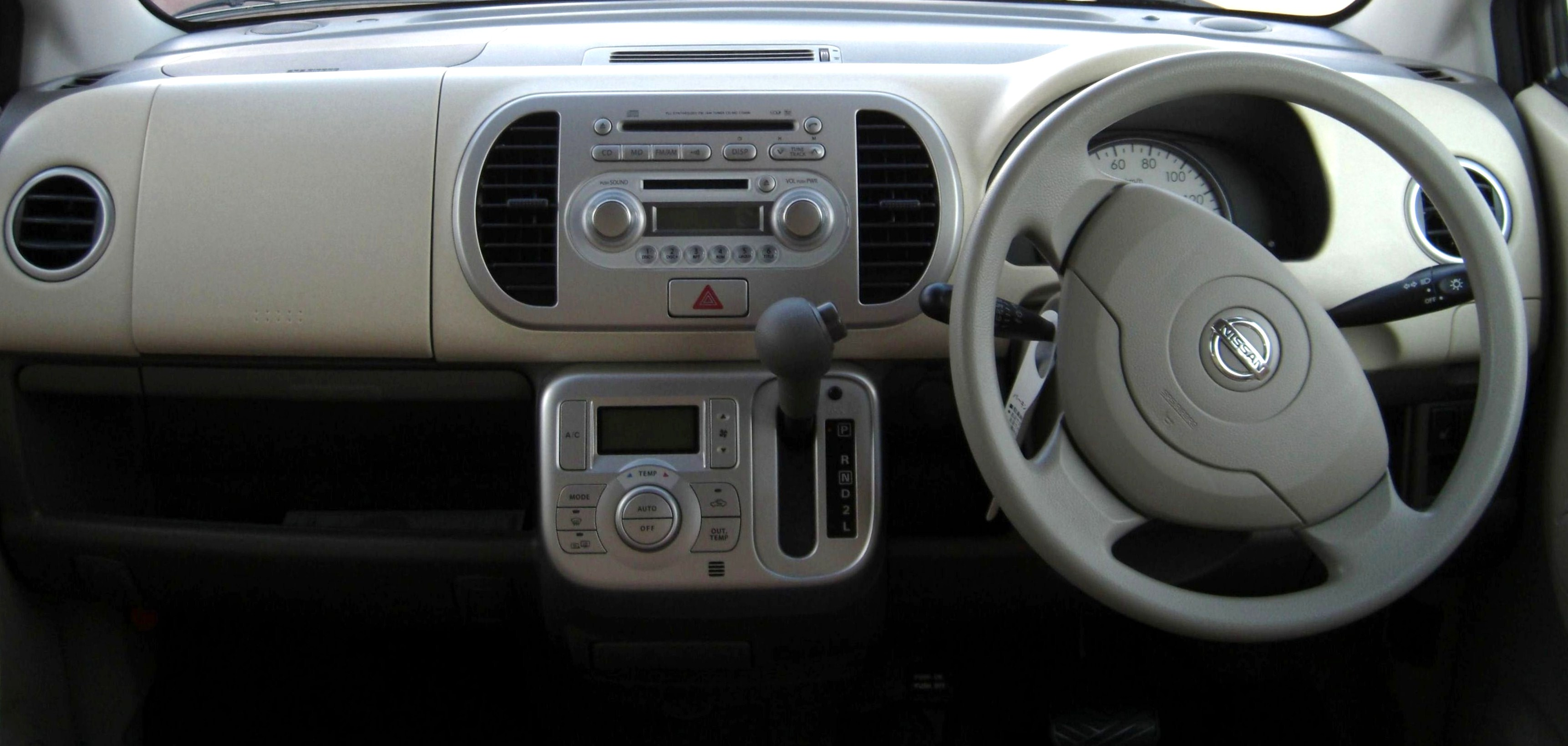
Innenraum eines Moco von 2006
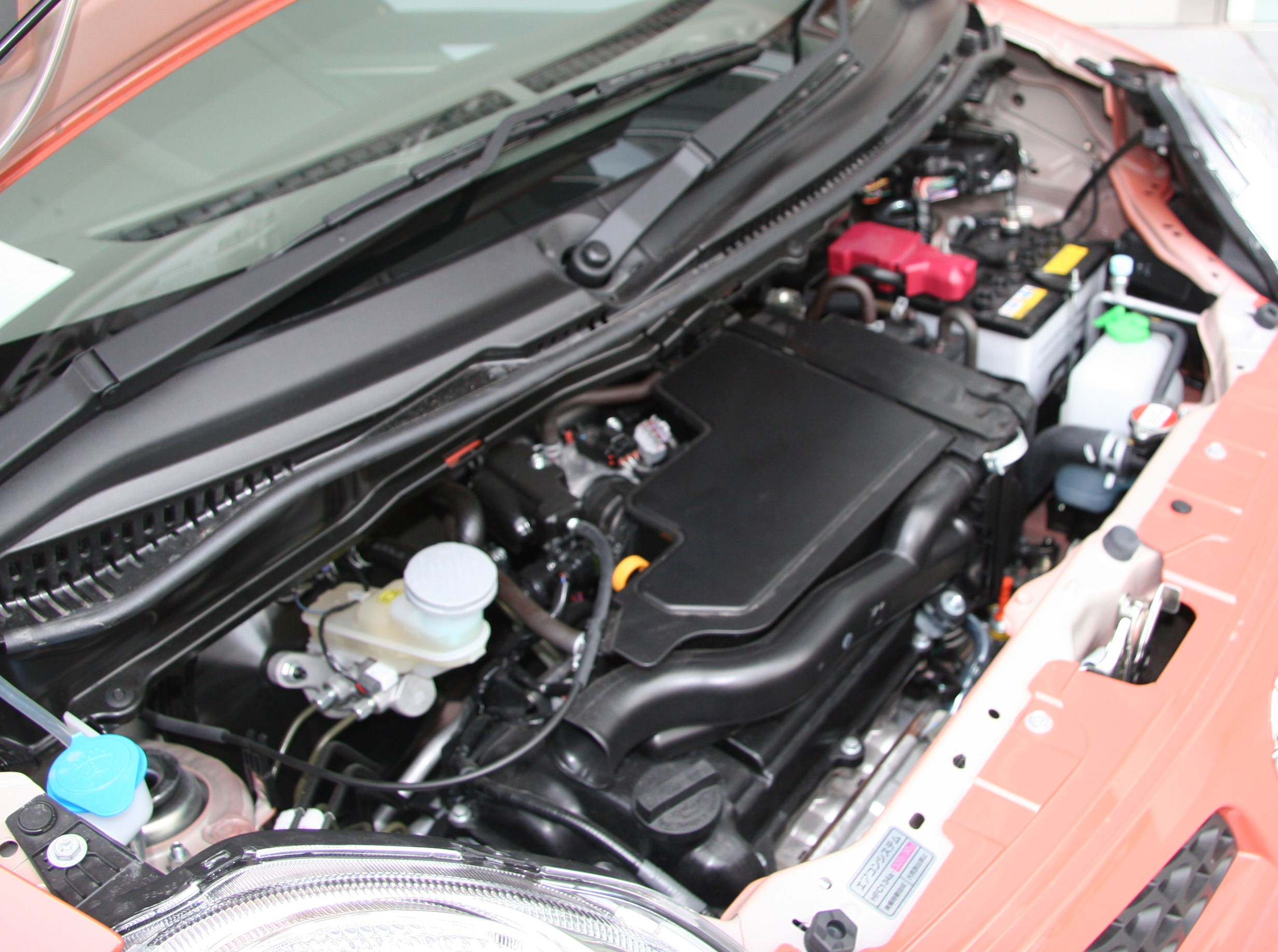
Suzuki K6A-Motor im Moco

## 3. Generation (2011–2016)
Die dritte Generation wurde im Januar 2011 in Japan eingeführt. Der baugleiche Nissan Moco folgte im Februar 2011. Der Verkauf des MR Wagon wurde am 31. März 2016 eingestellt. Der Verkauf des Moco endete am 31. Mai 2016.

### Modellübersicht

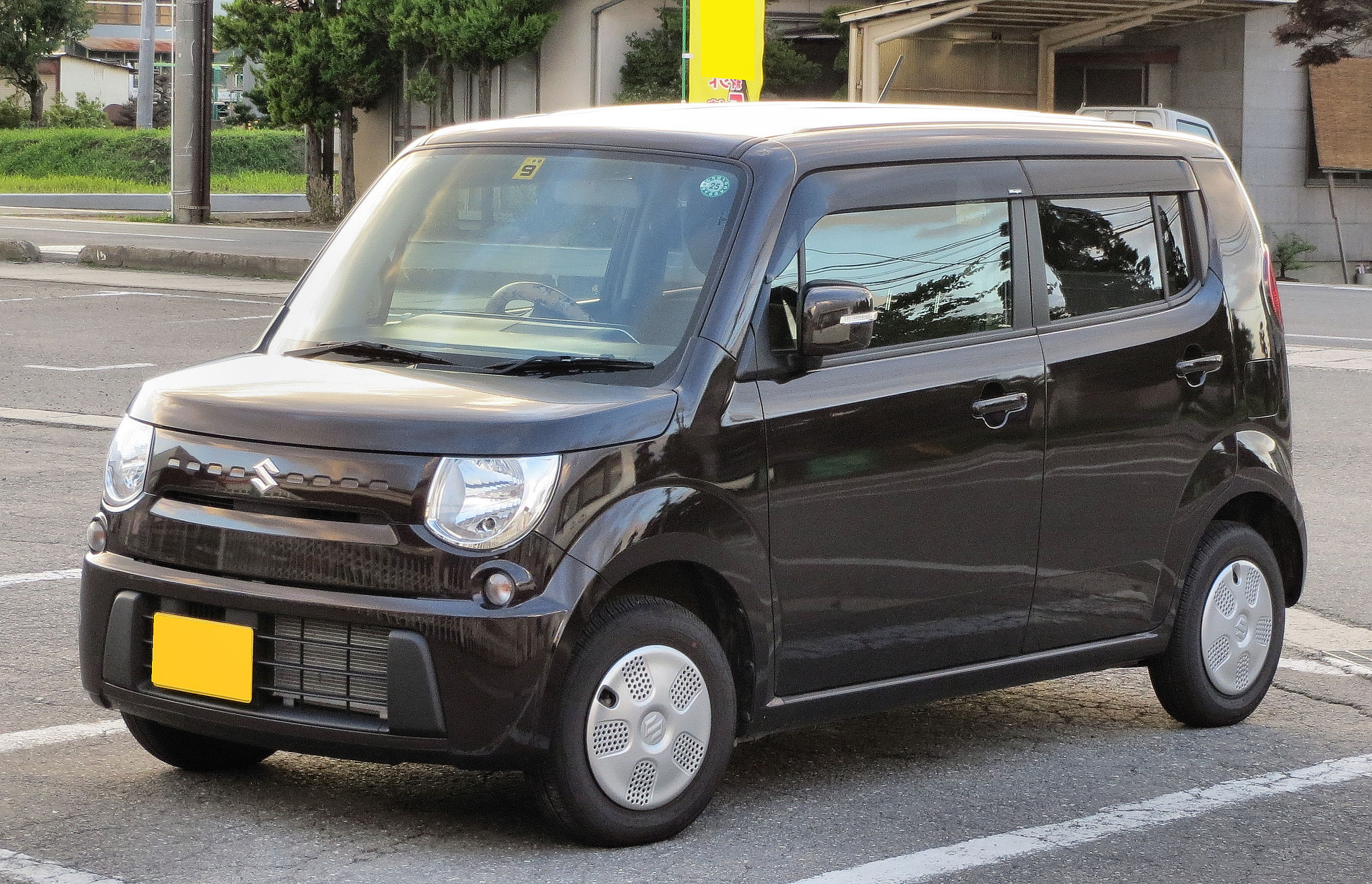
Frontansicht
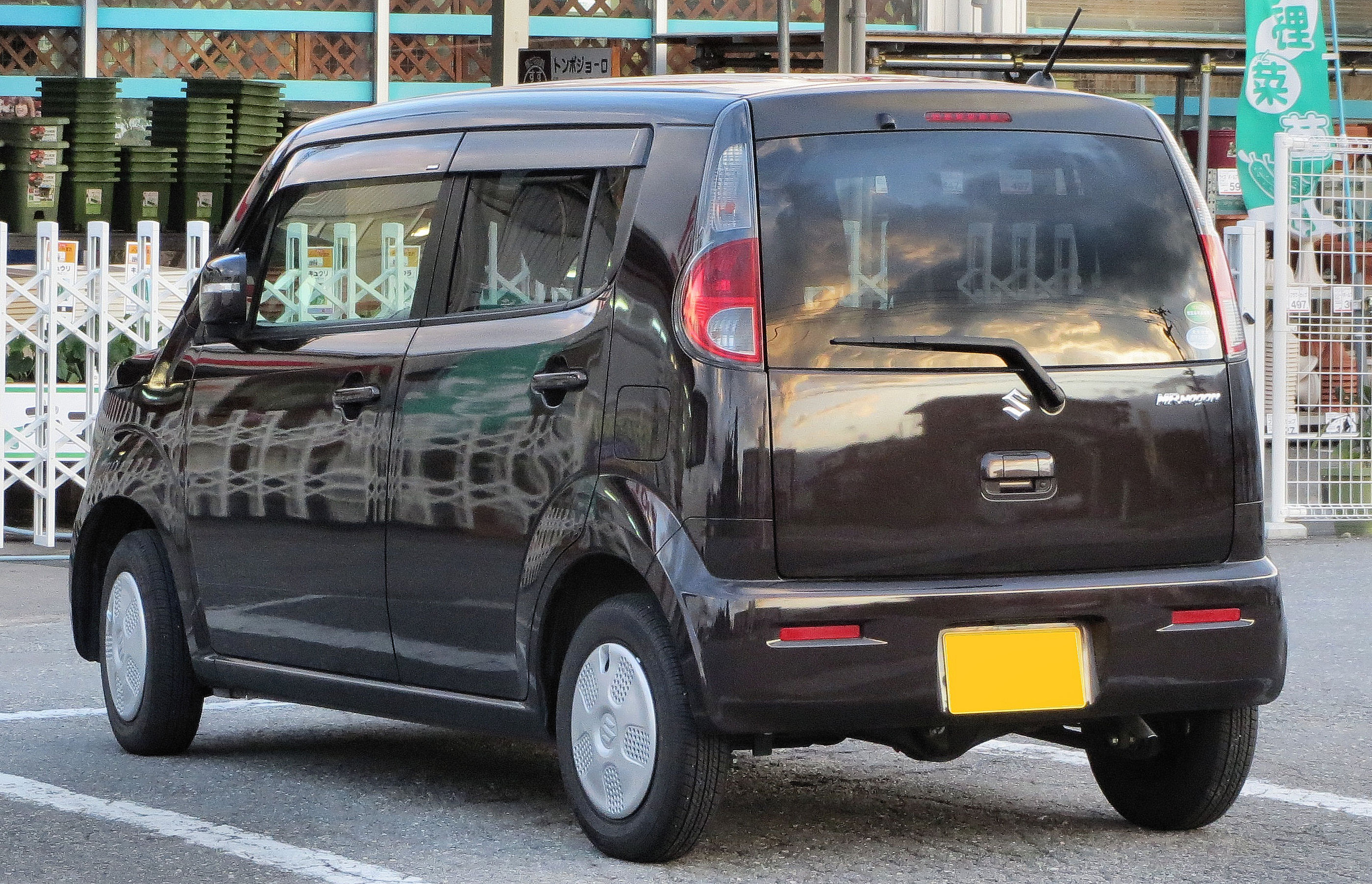
Heckansicht
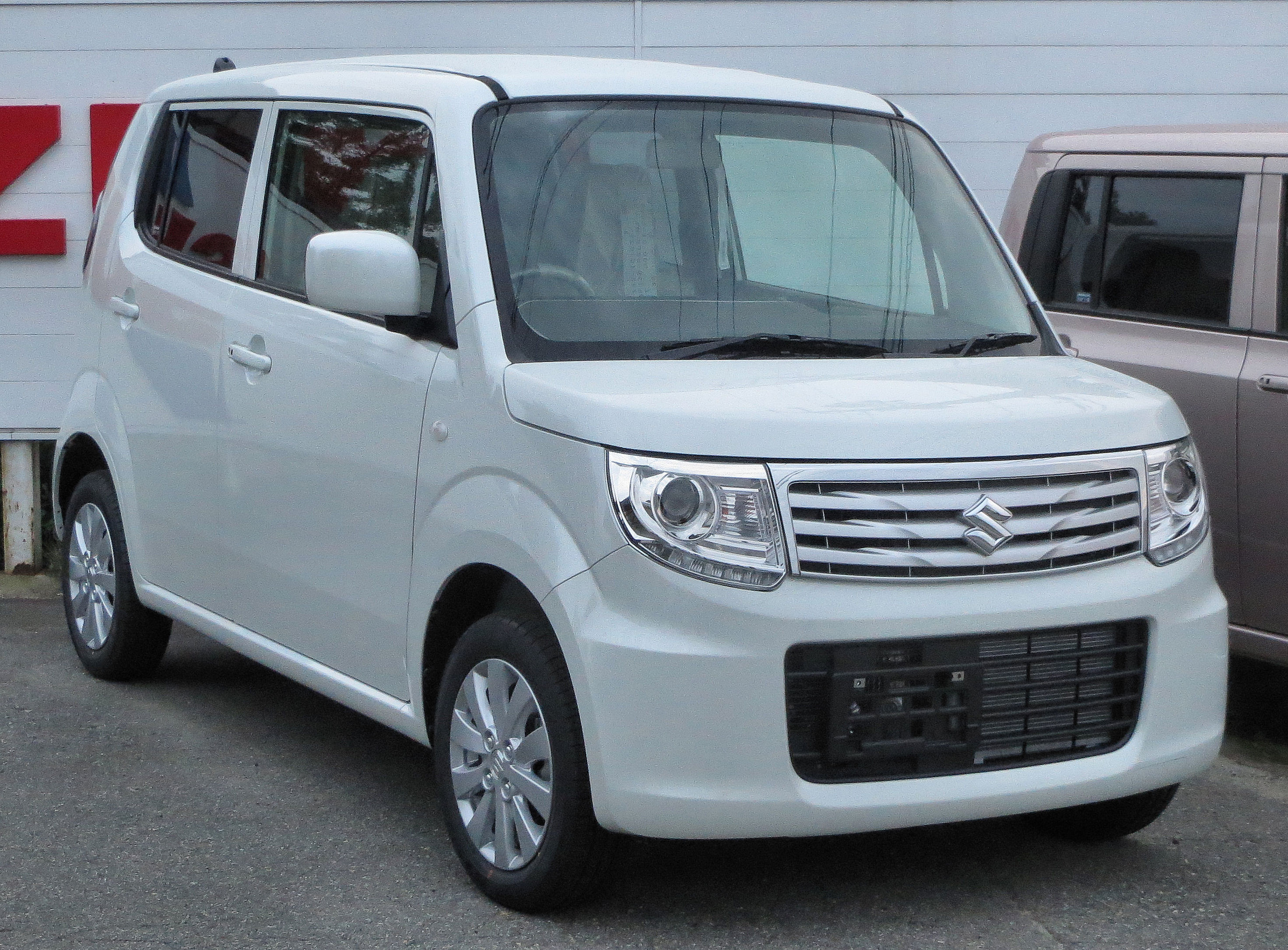
MR Wagon Wit mit Chromgrill